# Gerard Rutten

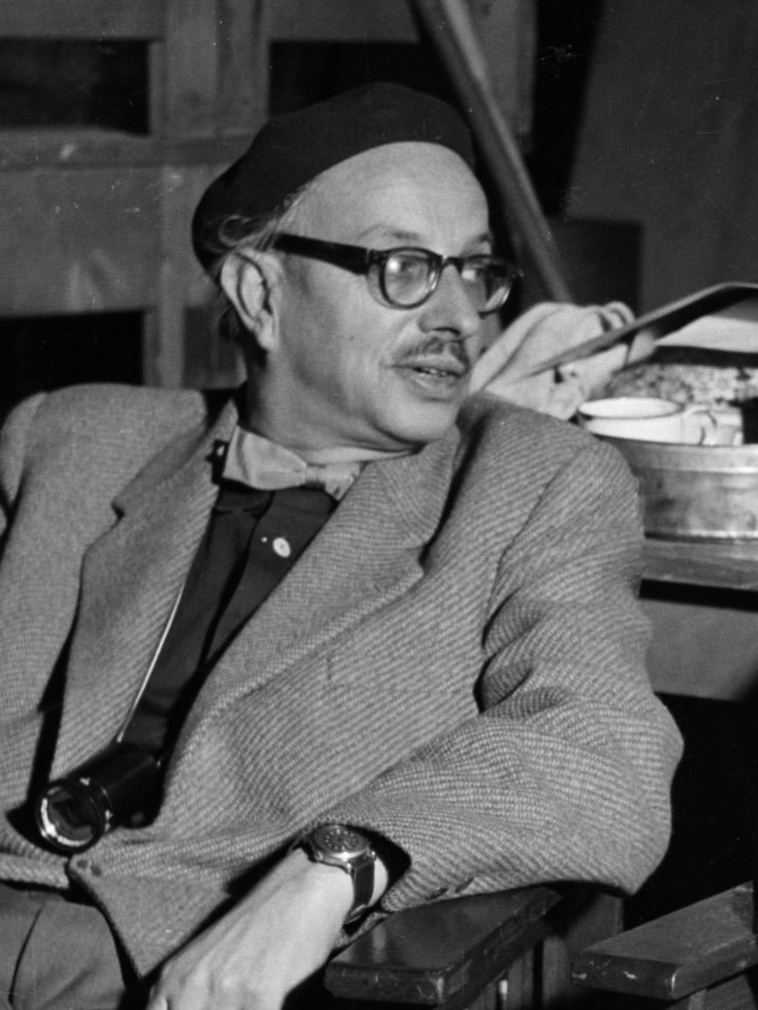
Gerard Rutten (1953)

Gerardus Maria (Gerard) Rutten (Den Haag, 19 juli 1902 – Amsterdam, 28 juni 1982) was een Nederlands filmregisseur.

## Vooroorlogse jaren
Rutten was een zoon van de in Den Haag werkzame bouwkundige ingenieur Kornelis Rutten, onder meer samen met architect Willem Verschoor ontwerper van woonhotel Huize Boschzicht. Hij studeerde aan de Academie voor Beeldende Kunsten in zijn woonplaats. Begin jaren twintig werkte hij als ontwerper van decors en grafiek, maar hij raakte op dat werk uitgekeken. Eind jaren twintig vertrok Rutten naar Berlijn om het vak van filmmaker te leren aan de UFA-academie. Regisseur Walter Ruttmann hielp hem aan een baantje als studioknecht bij de UFA. Rutten zou er getuige zijn geweest van de opnamen voor Metropolis (1927) en Der Blaue Engel (1930).
Terug in Nederland richtte hij zich op zijn eerste film. Rutten was op dat moment een van de weinige filmregisseurs in Nederland, waar in die periode vaak een beroep werd gedaan op buitenlandse regisseurs. Met zijn eerste films had hij geen succes. Terra Nova werd zefs nooit uitgebracht. Alleen zijn derde film, Dood water (1934), kreeg enige waardering. Toen in 1935 bekend werd dat Rutten met Johan de Meester de controversiële roman Rubber wilde verfilmen ontstond hier veel ophef over. Bij de aankomst van de filmploeg in Medan bezwoer Rutten dat Rubber géén relletjesfilm zou worden.
Rutten voelde zich in Nederland niet serieus genomen. Zijn film Dood water was in 1934 bekroond op het filmfestival van Venetië, wat de aandacht van Adolf Hitler en Joseph Goebbels had getrokken. Zij zagen in Dood water een echte volksfilm, en Rutten kreeg een contract voor drie films bij de UFA. Na enige tijd keerde Rutten echter toch weer terug naar Nederland.
Rutten was voor de oorlog getrouwd met Emmy Broekman, maar scheidde van haar rond 1950.

## Oorlogsjaren
Na de capitulatie werd Rutten uitgenodigd voor een bijeenkomst op 17 augustus 1940 in Café Americain, op initiatief van Theo Güsten, de nieuwe directeur van Cinetone Studio's. Als uitvloeisel hiervan werd Rutten lid van de Werkgemeenschap der Nederlandsche Cineasten, die tot doel had onafhankelijke filmmakers te helpen bij het vervaardigen van culturele en opvoedkundige korte documentaires. Cinetone zorgde voor het materiaal en personele ondersteuning tegen kostprijs.
Rutten maakte twee films van 15 minuten - Oost west thuis…? en Ik fluit in de hoop dat je zult komen - en een film van zeven minuten Ach… wat hindert het nou?. Daarnaast werkte hij aan Rembrandt. Deze eerste Nederlandse speelfilm over het leven van Rembrandt van Rijn werd in het geheim opgenomen. De Duitse autoriteiten kwamen daar achter en bepaalden dat de film alleen onder hun voorwaarden kon worden afgemaakt. Toen Rutten er een antisemitische draai aan moest geven besloot hij naar Engeland uit te wijken. Zijn film werd in beslag genomen door de Duitsers en is sindsdien zoek. In 1942 kwam de Duitse remake Rembrandt uit, onder regie van Hans Steinhoff.
Na een reis via Spanje en Portugal arriveerde Rutten op 12 mei 1942 als Engelandvaarder op vliegveld Whitchurch bij Bristol. Daar werd hij opgehaald door twee heren van Scotland Yard, die hem in de trein begeleidden naar Londen, waarna hij in de Patriotic School werd verhoord door Oreste Pinto van de Britse MI5. Zijn vooroorlogse UFA-contacten, en het feit dat hij de oversteek betrekkelijk snel had weten te maken werden verdacht gevonden. Na een wekenlange verhoorperiode werd Rutten toch bonafide bevonden, en aan de Nederlandse veiligheidsdienst overgedragen. Daarna werd hij door koningin Wilhelmina ontvangen. Tijdens zijn verblijf in Londen zat Rutten bij de Prinses Irene Brigade, en werkte hij bij de regeringsvoorlichtingsdienst. Rutten keerde in 1944 terug naar Nederland en maakte daar deel uit van de staf van Prins Bernhard in Breda.

## Na de oorlog
Na de oorlog trouwde Rutten met Anja Galis en werd zo de stiefvader van haar kinderen Edwin en Anja.
Rutten was vanaf 1945 officier in algemene dienst van Koningin Wilhelmina, en vervulde die functie tot haar abdicatie in 1948. Hij wilde zich toen weer richten op de bioscoopfilm, maar het zou tot 1953 duren voordat hij Sterren stralen overal maakte - waarin zijn stiefzoon debuteerde - gevolgd door Het wonderlijke leven van Willem Parel (1955). Deze films waren niet helemaal naar zijn zin, maar hij maakte ze toch, met de verwachting in de toekomst een film te kunnen maken die hem beter zinde. In 1963 kwam zijn film Wederzijds uit, over het leven van de een jaar eerder overleden prinses Wilhelmina. Rutten maakte diverse reclamefilms en was in het buitenland bij speelfilms betrokken.
Hij publiceerde in 1976 zijn autobiografie Mijn papieren camera, waarin hij onder andere vertelde over de opkomst van de Nederlandse filmindustrie en over zijn Engelandvaart. Zijn lidmaatschap van de Werkgemeenschap der Nederlandsche Cineasten liet hij onvermeld.
Rutten had een liefde voor de Zuiderzee-film en hoopte nog eens zo'n film te maken. Hij overleed op 79-jarige leeftijd zonder die wens te hebben vervuld.

## Filmografie
- 1931 - Finale (onvoltooid)
- 1932 - Terra Nova
- 1934 - Dood water
- 1936 - Rubber
- 1937 - De Hongertocht (onvoltooid)
- 1937 - Lahar (onvoltooid)
- 1940 - Rembrandt (onvoltooid; zoek)
- 1943 - Ik fluit in de hoop dat je zult komen (korte film)
- 1953 - Sterren stralen overal
- 1955 - Het wonderlijke leven van Willem Parel
- 1957 - De Vliegende Hollander
- 1963 - Wederzijds